# Ál Thání
Ál Thání (arabsky: آل ثاني‎) je vládnoucí katarská dynastie. Kataru vládnou od roku 1825, kdy se k vládě dostal zakladatel dynastie hakim Thání bin Muhammad. Od té doby vládnou v Kataru jako emírové. Současný katarský emír a hlava rodu Ál Thání je Tamím bin Hamad Ál Thání, čtvrtý syn minulého emíra Hamada bin Chalífy Ál Tháního, který vládl v letech 1995 až 2013, kdy abdikoval.

## Katarští vládci z rodu Ál Thání

### Hakimové
- Hakim Thání bin Muhammad - (1825–1850)
- Hakim Muhammad bin Thání - (1850–1878)

### Emírové
- Džasim bin Muhammad Ál Thání - (1878–1913)
- Muhammad bin Džasim Ál Thání - (1913–1914)
- Abdalláh bin Džasim Ál Thání - (1914–1947), první vláda
- Hamád bin Abdalláh Ál Thání - (1945–1947)
- Abdalláh bin Džasim Ál Thání - (1947–1949), druhá vláda
- Alí bin Abdalláh Ál Thání - (1949–1960)
- Ahmad bin Alí Ál Thání - (1960–1972)
- Chalífa bin Hamad Ál Thání - (1972–1995)
- Hamad bin Chalífa Ál Thání - (1995–2013), abdikoval
- Tamím bin Hamad Ál Thání - (od 2013)

## Moc a postavení emíra
Katar je tradiční monarchie, vládne jí emír Tamím bin Hamad Ál Thání. Rodina Ál Thání vládne od poloviny devatenáctého století. V zemi neexistují politické strany a zpočátku ani volený parlament, hlavní moc má emír, který si k ruce jmenoval třicetipětičlenné Poradní shromáždění (Madžlis aš-šúrá). Katarští občané (muži i ženy) mají sice volební právo od 18 let věku, hlasovat však mohli nejdříve od roku 1999 pouze při výběru místních zastupitelstev. Návrh nové ústavy, odsouhlasený v referendu roku 2003, vstoupil v platnost v roce 2005. Poradní shromáždění se rozšířilo na 45 členů, přičemž občané mohou volit dvě třetiny z nich, zatímco jmenování zbývajících zůstává emírovi, což z Kataru činí absolutní monarchii, ve které probíhá postupný proces demokratizace.